# NGC 1501
NGC 1501 (другое обозначение — PK 144+6.1) — планетарная туманность в созвездии Жираф.
Этот объект входит в число перечисленных в оригинальной редакции «Нового общего каталога».
Объект выглядит как эллипсоид с двумя большими «лепестками» вдоль главной и промежуточной осей и с большим количеством «бугорков». Такая структура может быть объяснена интенсивным взаимодействием со звёздным ветром от центральной звезды.